# Shōkoku no Altair
Shōkoku no Altair (将国のアルタイル?), también conocido como Altair: A Record of Battles, es un manga japonés escrito e ilustrado por Kotono Katō. Este manga ha dado origen a otros dos mangas y a una serie de anime dirigida por Kazuhiro Furuhashi.

## Argumento
Mahmut es un joven miembro del Concejo de la Estratocracia de Turquía, quien ostenta el título político y militar de "Pasha". La amenaza de guerra por parte del Imperio Balt-Rhein divide a los integrantes del Consejo.

## Personajes principales
Tuğril Mahmut Pasha (犬鷲のマフムート将軍(トゥグリル・マフムート・パシャ?)
Seiyū: Ayumu Murase
Kyros γιός Apollodorus (キュロス・イオス・アポロドロス?)
Seiyū: KENN
Abiriga (アビリガ?)
Seiyū: Jun'ichi Suwabe

## Media

### Manga
Está siendo publicado en la revista Gekkan Shōnen Sirius de la editorial Kōdansha. A la fecha presenta 23 tomos y sigue en publicación.
En el cuarto volumen fue agregado el one-shot Anastasia no Shinei Taichou, del autor.

#### Publicaciones
| Volumen | Fecha de publicación en Japón | ISBN                   |
| ------- | ----------------------------- | ---------------------- |
| 01      | 23 de abril de 2008           | ISBN 978-4-06-373112-5 |
| 02      | 22 de agosto de 2008          | ISBN 978-4-06-373130-9 |
| 03      | 22 de diciembre de 2008       | ISBN 978-4-06-373148-4 |
| 04      | 23 de marzo de 2009           | ISBN 978-4-06-373167-5 |
| 05      | 21 de agosto de 2009          | ISBN 978-4-06-373185-9 |
| 06      | 23 de febrero de 2010         | ISBN 978-4-06-376210-5 |
| 07      | 9 de septiembre de 2010       | ISBN 978-4-06-376234-1 |
| 08      | 7 de enero de 2011            | ISBN 978-4-06-376248-8 |
| 09      | 9 de agosto de 2011           | ISBN 978-4-06-376272-3 |
| 10      | 9 de abril de 2012            | ISBN 978-4-06-376326-3 |
| 11      | 7 de septiembre de 2012       | ISBN 978-4-06-376358-4 |
| 12      | 8 de marzo de 2013            | ISBN 978-4-06-376384-3 |
| 13      | 9 de octubre de 2013          | ISBN 978-4-06-376424-6 |
| 14      | 9 de abril de 2014            | ISBN 978-4-06-376455-0 |
| 15      | 9 de diciembre de 2014        | ISBN 978-4-06-376512-0 |
| 16      | 9 de julio de 2015            | ISBN 978-4-06-376553-3 |
| 17      | 9 de marzo de 2016            | ISBN 978-4-06-376599-1 |
| 18      | 17 de enero de 2017           | ISBN 978-4-06-390673-8 |
| 19      | 23 de junio de 2017           | ISBN 978-4-06-390715-5 |
| 20      | 8 de diciembre de 2017        | ISBN 978-4-06-510331-9 |
| 21      | 7 de septiembre de 2018       | ISBN 978-4-06-512584-7 |
| 22      | 9 de septiembre de 2019       | ISBN 978-4-06-516453-2 |
| 23      | 6 de agosto de 2020           | ISBN 978-4-06-520401-6 |

### Shoukoku no Altair-san
Shoukoku no Altair-san (小国のアルタイルさん?) es un manga cómico escrito e ilustrado por Shina Soga, basado en el manga original. Sus 21 capítulos han sido recopilados en un único tomo tankōbon.

### Shoukoku no Altair Gaiden: Toukoku no Subaru
Shoukoku no Altair Gaiden: Toukoku no Subaru (将国のアルタイル嵬伝 嶌国のスバル?) es un manga spin-off realizado por Hirokazu Kobayashi (historia) y Chika Kato (arte). La historia trata de la nación isleña Kusanagi, al este de Rumeriana, en el mismo universo que el manga original. Dicha nación es anexada al Imperio Cinili y cae en la ruina.

### Anime
La serie de anime fue adaptada por el estudio MAPPA y dirigida por Kazuhiro Furuhashi. Constó de 24 episodios transmitidos entre el 8 de julio de 2017 y el 23 de diciembre de 2017.
| #  | Título                                                                              | Estreno                  |
| -- | ----------------------------------------------------------------------------------- | ------------------------ |
| 1  | «El General Águila Dorada» «Inuwashi no Shōgun» (犬鷲の将軍)                        | 8 de julio de 2017       |
| 2  | «La Ciudadela» «Toride no Machi» (砦の町)                                           | 15 de julio de 2017      |
| 3  | «El Consejo de los Generales» «Shōgun kaigi» (将軍会議)                             | 22 de julio de 2017      |
| 4  | «La Lucha Conjunta del Águila.» «Inuwashi no Kyōtō» (犬鷲の共闘)                    | 29 de julio de 2017      |
| 5  | «La Ciudad del Faro» «Tōdai no Miyako» (燈台の都)                                   | 18 de agosto de 2017     |
| 6  | «Cadenas de Hierro» «Kurogane no Kusari» (黒鉄の鎖)                                 | 25 de agosto de 2017     |
| 7  | «La Ciudad Hundida» «Koto kanraku» (古都陥落)                                       | 25 de agosto de 2017     |
| 8  | «Máscara de Sinceridad» «Shisei no Kamen geki» (至誠の仮面劇)                       | 1 de septiembre de 2017  |
| 9  | «El Sultán del Tigre Rojo» «Beni Tora no Shō-ō» (紅虎の将王)                        | 8 de septiembre de 2017  |
| 10 | «El Baile de la Belleza bajo la Luz de la Luna» «Gekka kajin no Mai» (月下佳人の舞) | 15 de septiembre de 2017 |
| 11 | «El Príncipe de las Espadas» «Ken no Shō Taishi» (剣の将太子)                       | 22 de septiembre de 2017 |
| 12 | «Batalla en las Insólitas Formaciones Rocosas» «Kigan Kaisen» (奇岩会戦)            | 29 de septiembre de 2017 |
| 13 | «El Fin de la Guerra Civil» «Nairan Shūketsu» (内乱終結)                            | 6 de octubre de 2017     |
| 14 | «La Hija de la Caravana» «Taishō no Musume» (隊商の娘)                              | 13 de octubre de 2017    |
| 15 | «El Reino del Norte» «Kita no Ōkoku» (北の王国)                                     | 20 de octubre de 2017    |
| 16 | «El Inicio de la Gran Guerra» «Taisen no Hajimari» (大戦の始まり)                   | 27 de octubre de 2017    |
| 17 | «El Plan de la Flor» «Hana no Ikkei» (花の一計)                                     | 3 de noviembre de 2017   |
| 18 | «Pedir un deseo» «Koinegau hoshi» (冀う星々)                                        | 10 de noviembre de 2017  |
| 19 | «La Jaula del Paraíso» «Rakuen no Ori» (楽園の檻)                                   | 17 de noviembre de 2017  |
| 20 | «Campanas Fúnebres Distantes» «Chōshō haruka nari» (弔鐘遥かなり)                   | 24 de noviembre de 2017  |
| 21 | «Alianza en Contra del Imperio» «Tomo Mikado no Dōmei» (友帝の同盟)                 | 1 de diciembre de 2017   |
| 22 | «La Búsqueda del Águila Dorada» «Inuwashi no Tsuigeki» (犬鷲の追撃)                 | 8 de diciembre de 2017   |
| 23 | «El Fin del Paraíso» «Rakuen no Shūen» (楽園の終焉)                                 | 15 de diciembre de 2017  |
| 24 | «Instigación» «Taidō» (胎動)                                                        | 22 de diciembre de 2017  |

#### Equipo de producción
- Director: Kazuhiro Furuhashi
- Guion: Noboru Takagi
- Música: Ryo Kawasaki
- Diseño de personajes: Toshiyuki Kanno
- Director de arte: Kazuo Ogura (KUSANAGI)
- Director 3D: Ryoichi Ishigami
- Director de sonido: Eriko Kimura
- Director de fotografía: Yoshihisa Oyama

#### Banda sonora
- Openings:
  - Rasen no Yume (螺旋のユメ) por SID (eps 1-13).
  - -akairo- (赫色 -akairo-) por CIVILIAN (eps 14-24).
- Endings:
  - Taiyou no Elegy (たいようの哀悼歌(エレジー)) por Flower (eps 1-13).
  - Windy por CHEMISTRY (eps 14-24).

## Recepción
El manga ganó el Premio de Manga Kōdansha en su 41.ª edición en la categoría shōnen.